# Camera con vista (film)
Camera con vista (A Room with a View) è un film del 1985 diretto da James Ivory, tratto dall'omonimo romanzo di E. M. Forster e con protagonisti Helena Bonham Carter e Julian Sands. Nel film recitano fra gli altri Daniel Day-Lewis, Maggie Smith e Judi Dench.
Il film, che ebbe otto nomination, vinse tre premi Oscar 1987 (migliore sceneggiatura non originale, migliore scenografia e migliori costumi).

## Trama
1907. Lucy Honeychurch è una giovane inglese che viaggia in Italia con la sua più anziana cugina, Charlotte Bartlett. Durante il loro soggiorno a Firenze le due donne alloggiano alla pensione Bertolini, che ospita altri cittadini inglesi. Al loro arrivo Lucy e Charlotte sono deluse dalle vedute delle finestre delle loro camere che, contrariamente a quanto pattuito, non danno sull'Arno, impedendo loro la vista del fiume.
Mentre si lamentano tra loro durante la cena, un altro ospite della pensione, il sig. Emerson, le interrompe offrendo la propria camera e quella del figlio George, dato che le loro stanze si affacciano sul fiume. Charlotte rifiuta con decisione, ritenendo che accettare le porrebbe in debito verso estranei, ma più tardi quella sera un sacerdote di loro conoscenza, il reverendo Beebe, convince Charlotte ad accettare l'offerta degli Emerson.
Lucy è sveglia e intelligente e la sua intima passione esce allo scoperto quando suona Beethoven al pianoforte nella stanza comune della pensione. Beebe è colpito dall'emozione che infonde nell'esecuzione e apprezza le differenze tra la passione intima di Lucy e il suo atteggiamento esteriore, riservato, convenzionale alle regole imposte dalla società. Lucy continua a incontrare gli eccentrici Emerson in giro per Firenze. Sebbene i loro modi siano inopportuni e siano ritenuti socialmente inaccettabili dagli altri pensionanti, sono simpatici a Lucy.
Un pomeriggio, mentre la ragazza gira per Firenze da sola, assiste a un omicidio. Per caso George è vicino e, quando la ragazza sviene, la prende tra le sue braccia. Mentre ritornano alla pensione seguendo il lungarno, i due hanno una conversazione stranamente intima. Pochi giorni dopo entrambi partecipano a una gita in carrozza che, insieme a un gruppo più ampio, li conduce a un picnic sulle colline di Fiesole. Mentre il gruppo si sparpaglia per esplorare il paesaggio, Lucy si ritrova a camminare da sola con George, che la bacia, ma i due sono interrotti improvvisamente da Charlotte.
Il giorno seguente, sotto l'occhio vigile della cugina, Lucy lascia la pensione e torna nel Surrey, in Inghilterra, presso la propria famiglia. Poche settimane dopo si fidanza con Cecil Vyse, un londinese sofisticato e snob che disprezza i modi dei gentiluomini di campagna, ma che tuttavia è un buon partito in termini di rango sociale e di reddito. Come promesso a Charlotte, Lucy non ha mai detto a nessuno del suo bacio con George. Beebe, ora vicario locale, annuncia l'arrivo di nuovi inquilini che hanno affittato un vicino cottage: si scopre trattarsi degli Emerson. Il fratello di Lucy, Freddy, fa amicizia con George e l'invita a casa una domenica a giocare a tennis.
Sebbene Lucy sia imbarazzata al pensiero d'avere di fronte sia George che Cecil, riesce a comportarsi con cortesia. Cecil, che snobba lo sport, rifiuta di giocare a tennis e si diverte invece a disturbare il gioco altrui leggendo a voce alta brani d'un romanzo scritto maldestramente, Sotto la loggia. Lucy si rende conto che l'autrice è la signorina Lavish, una scrittrice conosciuta alla pensione di Firenze. Senza saperlo, Cecil legge ad alta voce un passaggio in cui si narra del bacio tra Lucy e George.
Poco dopo, George avvicina Lucy da sola nel giardino e la bacia di nuovo. Furiosa con Charlotte per avere tradito il suo segreto con la signorina Lavish, Lucy, confusa, dice a George d'andarsene e di non tornare mai più. George ribatte che Cecil la vede solo come un oggetto da mettere in mostra e che non l'amerà mai abbastanza da desiderarne l'indipendenza, mentre egli la ama per chi è realmente. Lucy è colpita ma resta sulla sua decisione e allontana George.
Più tardi, Lucy si rende conto delle differenze che la allontanano da Cecil e decide di rompere il fidanzamento con lui. A seguito di questi eventi, Lucy decide di partire per la Grecia. Ma poco dopo, incontra per caso il padre di George nello studio di Beebe. Il sig. Emerson non sa che Lucy ha rotto con Cecil e che non riesce a mentire sui suoi sentimenti: Lucy ammette così il suo amore per George, e i due si fidanzano. Lucy scopre che il suo incontro a tu per tu con il padre di George è stato favorito da Charlotte (ad insaputa di entrambi) e che la donna non era così insensibile come aveva sempre creduto. Successivamente George e Lucy si recano nuovamente a Firenze, dove trascorrono la luna di miele. 

## Colonna sonora
1. O mio babbino caro (Gianni Schicchi da Puccini - Kiri Te Kanawa con la London Philharmonic Orchestra, diretto da Sir John Pritchard)
2. La Pensione Bertolini
3. Lucy, Charlotte And Miss Lavish See The City
4. In The Piazza Signoria
5. The Embankment
6. Phaeton And Persephone
7. Il bel sogno di Doretta (da La rondine, Primo Atto da Puccini - Kiri Te Kanawa con London PO, diretto da Sir John Pritchard)
8. The Storm
9. Home, And The Betrothal
10. The Sacred Lake
11. The Allan Sisters
12. In The National Gallery
13. Windy Corner
14. Habanera
15. The Broken Engagement
16. Return To Florence
17. End Titles

Le musiche, composte da Richard Robbins, sono state registrate sull'album contenente la colonna sonora del film, prodotto da Simon Heyworth, con arrangiamenti di Frances Shaw e Barrie Gurad.

## Riconoscimenti
- 1987 - Premio Oscar
  - Migliore sceneggiatura non originale a Ruth Prawer Jhabvala
  - Migliore scenografia a Gianni Quaranta, Brian Ackland-Snow, Brian Savegar e Elio Altamura
  - Migliori costumi a Jenny Beavan e John Bright
  - Candidatura Miglior film a Ismail Merchant
  - Candidatura Migliore regia a James Ivory
  - Candidatura Miglior attore non protagonista a Denholm Elliott
  - Candidatura Miglior attrice non protagonista a Maggie Smith
  - Candidatura Migliore fotografia a Tony Pierce-Roberts
- 1987 - Golden Globe
  - Miglior attrice non protagonista a Maggie Smith
  - Candidatura Miglior film drammatico
  - Candidatura Migliore regia a James Ivory
- 1987 - Premio BAFTA
  - Miglior film a Ismail Merchant e James Ivory
  - Miglior attrice protagonista a Maggie Smith
  - Miglior attrice non protagonista a Judi Dench
  - Migliore scenografia a Gianni Quaranta e Brian Ackland-Snow
  - Migliori costumi a Jenny Beavan e John Bright
  - Candidatura Migliore regia a James Ivory
  - Candidatura Miglior attore non protagonista a Simon Callow
  - Candidatura Miglior attore non protagonista a Denholm Elliott
  - Candidatura Miglior attrice non protagonista a Rosemary Leach
  - Candidatura Migliore sceneggiatura non originale a Ruth Prawer Jhabvala
  - Candidatura Migliore fotografia a Tony Pierce-Roberts
  - Candidatura Miglior montaggio a Humphrey Dixon
  - Candidatura Miglior sonoro a Tony Lenny, Ray Beckett e Richard King
  - Candidatura Miglior colonna sonora a Richard Robbins
- 1986 - National Board of Review Award
  - Miglior film
  - Miglior attore non protagonista a Daniel Day-Lewis
- 1986 - Festival di Venezia
  - Candidatura Leone d'oro a James Ivory

- 1987 - Kansas City Film Critics Circle Award
  - Miglior attore non protagonista a Denholm Elliott
  - Miglior attrice non protagonista a Maggie Smith
- 1987 - David di Donatello
  - Miglior film straniero a James Ivory
  - Miglior regista straniero a James Ivory
- 1986 - New York Film Critics Circle Award
  - Miglior attore non protagonista a Daniel Day-Lewis
  - Migliore fotografia a Tony Pierce-Roberts
- 1987 - American Society of Cinematographers
  - Candidatura Migliore fotografia a Tony-Pierce Roberts
- 1986 - British Society of Cinematographers
  - Candidatura Migliore fotografia a Tony-Pierce Roberts
- 1987 - Directors Guild of America
  - Candidatura DGA Award a James Ivory
- 1987 - Evening Standard British Film Award
  - Miglior film
  - Premio tecnico a Tony-Pierce Roberts
- 1988 - Guild of German Art House Cinemas
  - Miglior film straniero a James Ivory
- 1986 - Independent Spirit Award
  - Premio Speciale
- 1987 - London Critics Circle Film Award
  - Film dell'anno
- 1987 - National Society of Film Critics Award
  - Candidatura Miglior attore non protagonista a Daniel Day-Lewis
- 1986 - Sant Jordi Award
  - Miglior film straniero a James Ivory
- 1987 - Writers Guild of America
  - WGA Award a Ruth Prawer Jhabvala

Nel 1999 il British Film Institute l'ha inserito al 73º posto della lista dei migliori cento film britannici del XX secolo.